# James Hunt
James Simon Wallis Hunt (Belmont, 29 augustus 1947 – Wimbledon, Londen, 15 juni 1993) was een Britse autocoureur. Hij was binnen de Formule 1 ook bekend om zijn nogal wilde levensstijl.

## Carrière
James Hunt debuteerde in de Formule 1 in 1973 bij het Hesketh-team, waar hij al in het eerste jaar een tweede plaats behaalde tijdens de Grand Prix van Amerika. Hij won zijn eerste race in 1975 op het Nederlandse circuit van Zandvoort.
Voor 1976 tekende Hunt bij het team van McLaren. Datzelfde jaar behaalde Hunt zes overwinningen en bemachtigde hij tijdens een verregende Japanse Grand Prix de wereldtitel, waarbij zijn grootste rivaal, Niki Lauda, tijdens de race stopte wegens de slechte weersomstandigheden. James Hunt werd derde en won met één punt voorsprong de wereldtitel.
In 1977 won Hunt zijn laatste 3 races. Na een teleurstellend 1978 met McLaren verkaste hij voor 1979 naar het Wolf-team. Na slechts een paar races hield Hunt het voor gezien in de Formule 1, omdat de Wolf, in tegenstelling tot Hunts eerste indruk, een slechte wagen bleek.
In de jaren tachtig werd hij autosportcommentator bij de BBC, samen met de legendarische Murray Walker. Amper twee dagen voor zijn dood becommentarieerde hij nog de Grand Prix van Canada 1993. Hunt overleed op 45-jarige leeftijd plotseling aan een hartinfarct. 

## Formule 1 resultaten
| Seizoen | Team           | Chassis      | Races | Over- winningen | Pole Positions | Podiums | Punten | Rang |
| ------- | -------------- | ------------ | ----- | --------------- | -------------- | ------- | ------ | ---- |
| 1973    | Hesketh Racing | March 731    | 7     | 0               | 0              | 2       | 14     | 8    |
| 1974    | Hesketh Racing | Hesketh 308  | 15    | 0               | 0              | 3       | 15     | 8    |
| 1975    | Hesketh Racing | hesketh 308B | 14    | 1               | 0              | 4       | 33     | 4    |
| 1976    | McLaren        | M23          | 16    | 6               | 8              | 8       | 69     | 1    |
| 1977    | McLaren        | M26          | 17    | 3               | 6              | 5       | 40     | 5    |
| 1978    | McLaren        | M26          | 16    | 0               | 0              | 1       | 8      | 13   |
| 1979    | Wolf           | WR7          | 7     | 0               | 0              | 0       | 0      | -    |

### Overwinningen
| Nr. | Grand Prix                         | Jaar | Team    |
| --- | ---------------------------------- | ---- | ------- |
| 1   | Grand Prix van Nederland           | 1975 | Hesketh |
| 2   | Grand Prix van Spanje              | 1976 | McLaren |
| 3   | Grand Prix van Frankrijk           | 1976 | McLaren |
| 4   | Grand Prix van Duitsland           | 1976 | McLaren |
| 5   | Grand Prix van Nederland           | 1976 | McLaren |
| 6   | Grand Prix van Canada              | 1976 | McLaren |
| 7   | Grand Prix van de Verenigde Staten | 1976 | McLaren |
| 8   | Grand Prix van Groot Brittannië    | 1977 | McLaren |
| 9   | Grand Prix van de Verenigde Staten | 1977 | McLaren |
| 10  | Grand Prix van Japan               | 1977 | McLaren |

## Trivia
- In oktober 2013 werd de film Rush uitgebracht over de strijd in de Formule 1 in 1976 tussen James Hunt en Niki Lauda. Hunt wordt hierin vertolkt door Chris Hemsworth.[4]

- 1950 G. Farina
- 1951 J. M. Fangio
- 1952 A. Ascari
- 1953 A. Ascari
- 1954 J. M. Fangio
- 1955 J. M. Fangio
- 1956 J. M. Fangio
- 1957 J. M. Fangio
- 1958 M. Hawthorn
- 1959 J. Brabham
- 1960 J. Brabham
- 1961 P. Hill
- 1962 G. Hill
- 1963 J. Clark
- 1964 J. Surtees
- 1965 J. Clark
- 1966 J. Brabham
- 1967 D. Hulme
- 1968 G. Hill
- 1969 J. Stewart
- 1970 J. Rindt
- 1971 J. Stewart
- 1972 E. Fittipaldi
- 1973 J. Stewart
- 1974 E. Fittipaldi
- 1975 N. Lauda
- 1976 J. Hunt
- 1977 N. Lauda
- 1978 M. Andretti
- 1979 J. Scheckter
- 1980 A. Jones
- 1981 N. Piquet
- 1982 K. Rosberg
- 1983 N. Piquet
- 1984 N. Lauda
- 1985 A. Prost
- 1986 A. Prost
- 1987 N. Piquet
- 1988 A. Senna
- 1989 A. Prost
- 1990 A. Senna
- 1991 A. Senna
- 1992 N. Mansell
- 1993 A. Prost
- 1994 M. Schumacher
- 1995 M. Schumacher
- 1996 D. Hill
- 1997 J. Villeneuve
- 1998 M. Häkkinen
- 1999 M. Häkkinen
- 2000 M. Schumacher
- 2001 M. Schumacher
- 2002 M. Schumacher
- 2003 M. Schumacher
- 2004 M. Schumacher
- 2005 F. Alonso
- 2006 F. Alonso
- 2007 K. Räikkönen
- 2008 L. Hamilton
- 2009 J. Button
- 2010 S. Vettel
- 2011 S. Vettel
- 2012 S. Vettel
- 2013 S. Vettel
- 2014 L. Hamilton
- 2015 L. Hamilton
- 2016 N. Rosberg
- 2017 L. Hamilton
- 2018 L. Hamilton
- 2019 L. Hamilton
- 2020 L. Hamilton
- 2021 M. Verstappen
- 2022 M. Verstappen
- 2023 M. Verstappen
- 2024 M. Verstappen